# Список астероїдів (32801—32900)
| Назва                          | Тимчасове позначення | Дата відкриття    | Місце відкриття                | Відкривач                                |
| ------------------------------ | -------------------- | ----------------- | ------------------------------ | ---------------------------------------- |
| (32801) 1990 RF5               | 1990 RF5             | 15 вересня 1990   | Паломарська обсерваторія       | Генрі Гольт                              |
| (32802) 1990 SK                | 1990 SK              | 20 вересня 1990   | Обсерваторія Сайдинг-Спрінг    | Роберт Макнот                            |
| (32803) 1990 SR1               | 1990 SR1             | 18 вересня 1990   | Паломарська обсерваторія       | Генрі Гольт                              |
| (32804) 1990 SO2               | 1990 SO2             | 17 вересня 1990   | Паломарська обсерваторія       | Генрі Гольт                              |
| (32805) 1990 SM3               | 1990 SM3             | 18 вересня 1990   | Паломарська обсерваторія       | Генрі Гольт                              |
| (32806) 1990 SF13              | 1990 SF13            | 22 вересня 1990   | Обсерваторія Ла-Сілья          | Анрі Дебеонь                             |
| 32807 Кваренгі (Quarenghi)     | 1990 SN28            | 24 вересня 1990   | КрАО                           | Журавльова Людмила Василівна, Ґ. Кастель |
| 32808 Bischoff                 | 1990 TP2             | 10 жовтня 1990    | Обсерваторія Карла Шварцшильда | Лутц Шмадель, Ф. Бернґен                 |
| 32809 Зоммерфельд (Sommerfeld) | 1990 TJ10            | 10 жовтня 1990    | Обсерваторія Карла Шварцшильда | Ф. Бернґен, Лутц Шмадель                 |
| 32810 Steinbach                | 1990 TS10            | 10 жовтня 1990    | Обсерваторія Карла Шварцшильда | Лутц Шмадель, Ф. Бернґен                 |
| 32811 Apisaon                  | 1990 TP12            | 14 жовтня 1990    | Обсерваторія Карла Шварцшильда | Ф. Бернґен, Лутц Шмадель                 |
| (32812) 1990 UY4               | 1990 UY4             | 16 жовтня 1990    | Обсерваторія Ла-Сілья          | Ерік Вальтер Ельст                       |
| (32813) 1990 WH4               | 1990 WH4             | 16 листопада 1990 | Обсерваторія Ла-Сілья          | Ерік Вальтер Ельст                       |
| (32814) 1990 XZ                | 1990 XZ              | 15 грудня 1990    | Паломарська обсерваторія       | Е. Гелін                                 |
| (32815) 1991 GK1               | 1991 GK1             | 14 квітня 1991    | Обсерваторія Кітамі            | Кін Ендате, Кадзуро Ватанабе             |
| (32816) 1991 PP1               | 1991 PP1             | 2 серпня 1991     | Обсерваторія Ла-Сілья          | Ерік Вальтер Ельст                       |
| (32817) 1991 PZ5               | 1991 PZ5             | 6 серпня 1991     | Обсерваторія Ла-Сілья          | Ерік Вальтер Ельст                       |
| (32818) 1991 PL10              | 1991 PL10            | 14 серпня 1991    | Обсерваторія Ла-Сілья          | Ерік Вальтер Ельст                       |
| (32819) 1991 PM15              | 1991 PM15            | 8 серпня 1991     | Паломарська обсерваторія       | Генрі Гольт                              |
| (32820) 1991 PU19              | 1991 PU19            | 8 серпня 1991     | Паломарська обсерваторія       | Генрі Гольт                              |
| 32821 Posch                    | 1991 RC3             | 9 вересня 1991    | Обсерваторія Карла Шварцшильда | Лутц Шмадель, Ф. Бернґен                 |
| (32822) 1991 RB16              | 1991 RB16            | 15 вересня 1991   | Паломарська обсерваторія       | Генрі Гольт                              |
| (32823) 1991 TM8               | 1991 TM8             | 1 жовтня 1991     | Обсерваторія Кітт-Пік          | Spacewatch                               |
| (32824) 1992 CJ3               | 1992 CJ3             | 2 лютого 1992     | Обсерваторія Ла-Сілья          | Ерік Вальтер Ельст                       |
| (32825) 1992 CK3               | 1992 CK3             | 2 лютого 1992     | Обсерваторія Ла-Сілья          | Ерік Вальтер Ельст                       |
| (32826) 1992 DC1               | 1992 DC1             | 26 лютого 1992    | Обсерваторія Кушіро            | Сейджі Уеда, Хіроші Канеда               |
| (32827) 1992 DF1               | 1992 DF1             | 28 лютого 1992    | Обсерваторія Кітт-Пік          | Spacewatch                               |
| (32828) 1992 DM8               | 1992 DM8             | 29 лютого 1992    | Обсерваторія Ла-Сілья          | UESAC                                    |
| (32829) 1992 DT10              | 1992 DT10            | 29 лютого 1992    | Обсерваторія Ла-Сілья          | UESAC                                    |
| (32830) 1992 DL11              | 1992 DL11            | 29 лютого 1992    | Обсерваторія Ла-Сілья          | UESAC                                    |
| (32831) 1992 DA12              | 1992 DA12            | 29 лютого 1992    | Обсерваторія Кітт-Пік          | Spacewatch                               |
| (32832) 1992 EB2               | 1992 EB2             | 5 березня 1992    | Обсерваторія Кітт-Пік          | Spacewatch                               |
| (32833) 1992 EW2               | 1992 EW2             | 6 березня 1992    | Обсерваторія Кітт-Пік          | Spacewatch                               |
| (32834) 1992 EO4               | 1992 EO4             | 1 березня 1992    | Обсерваторія Ла-Сілья          | UESAC                                    |
| (32835) 1992 EO5               | 1992 EO5             | 1 березня 1992    | Обсерваторія Ла-Сілья          | UESAC                                    |
| (32836) 1992 EC6               | 1992 EC6             | 2 березня 1992    | Обсерваторія Ла-Сілья          | UESAC                                    |
| (32837) 1992 EK7               | 1992 EK7             | 1 березня 1992    | Обсерваторія Ла-Сілья          | UESAC                                    |
| (32838) 1992 EL8               | 1992 EL8             | 2 березня 1992    | Обсерваторія Ла-Сілья          | UESAC                                    |
| (32839) 1992 EY8               | 1992 EY8             | 2 березня 1992    | Обсерваторія Ла-Сілья          | UESAC                                    |
| (32840) 1992 ED9               | 1992 ED9             | 2 березня 1992    | Обсерваторія Ла-Сілья          | UESAC                                    |
| (32841) 1992 EO9               | 1992 EO9             | 2 березня 1992    | Обсерваторія Ла-Сілья          | UESAC                                    |
| (32842) 1992 EO13              | 1992 EO13            | 2 березня 1992    | Обсерваторія Ла-Сілья          | UESAC                                    |
| (32843) 1992 EC18              | 1992 EC18            | 3 березня 1992    | Обсерваторія Ла-Сілья          | UESAC                                    |
| (32844) 1992 EN25              | 1992 EN25            | 8 березня 1992    | Обсерваторія Ла-Сілья          | UESAC                                    |
| (32845) 1992 FU1               | 1992 FU1             | 26 березня 1992   | Обсерваторія Кушіро            | Сейджі Уеда, Хіроші Канеда               |
| (32846) 1992 GS1               | 1992 GS1             | 5 квітня 1992     | Обсерваторія Кітт-Пік          | Spacewatch                               |
| (32847) 1992 JO3               | 1992 JO3             | 1 травня 1992     | Обсерваторія Ла-Сілья          | Анрі Дебеонь                             |
| (32848) 1992 MD                | 1992 MD              | 29 червня 1992    | Паломарська обсерваторія       | Генрі Гольт                              |
| (32849) 1992 OO2               | 1992 OO2             | 26 липня 1992     | Обсерваторія Ла-Сілья          | Ерік Вальтер Ельст                       |
| (32850) 1992 RY4               | 1992 RY4             | 2 вересня 1992    | Обсерваторія Ла-Сілья          | Ерік Вальтер Ельст                       |
| (32851) 1992 RC6               | 1992 RC6             | 2 вересня 1992    | Обсерваторія Ла-Сілья          | Ерік Вальтер Ельст                       |
| (32852) 1992 RE7               | 1992 RE7             | 2 вересня 1992    | Обсерваторія Ла-Сілья          | Ерік Вальтер Ельст                       |
| 32853 Деберайнер (Dobereiner)  | 1992 SF2             | 21 вересня 1992   | Обсерваторія Карла Шварцшильда | Ф. Бернґен, Лутц Шмадель                 |
| (32854) 1992 SC13              | 1992 SC13            | 30 вересня 1992   | Обсерваторія Кітамі            | Кін Ендате, Кадзуро Ватанабе             |
| 32855 Zollitsch                | 1992 SF17            | 24 вересня 1992   | Обсерваторія Карла Шварцшильда | Лутц Шмадель, Ф. Бернґен                 |
| (32856) 1992 SA25              | 1992 SA25            | 30 вересня 1992   | Паломарська обсерваторія       | Генрі Гольт                              |
| (32857) 1992 UG6               | 1992 UG6             | 31 жовтня 1992    | Обсерваторія Уенохара          | Нобухіро Кавасато                        |
| 32858 Kitakamigawa             | 1993 BA3             | 25 січня 1993     | Обсерваторія Ґейсей            | Тсутому Секі                             |
| (32859) 1993 EL                | 1993 EL              | 15 березня 1993   | Огляд Каталіна                 | Тімоті Спар                              |
| (32860) 1993 FG5               | 1993 FG5             | 17 березня 1993   | Обсерваторія Ла-Сілья          | UESAC                                    |
| (32861) 1993 FM7               | 1993 FM7             | 17 березня 1993   | Обсерваторія Ла-Сілья          | UESAC                                    |
| (32862) 1993 FD10              | 1993 FD10            | 17 березня 1993   | Обсерваторія Ла-Сілья          | UESAC                                    |
| (32863) 1993 FP11              | 1993 FP11            | 17 березня 1993   | Обсерваторія Ла-Сілья          | UESAC                                    |
| (32864) 1993 FW15              | 1993 FW15            | 17 березня 1993   | Обсерваторія Ла-Сілья          | UESAC                                    |
| (32865) 1993 FQ16              | 1993 FQ16            | 17 березня 1993   | Обсерваторія Ла-Сілья          | UESAC                                    |
| (32866) 1993 FW16              | 1993 FW16            | 19 березня 1993   | Обсерваторія Ла-Сілья          | UESAC                                    |
| (32867) 1993 FL20              | 1993 FL20            | 19 березня 1993   | Обсерваторія Ла-Сілья          | UESAC                                    |
| (32868) 1993 FM25              | 1993 FM25            | 21 березня 1993   | Обсерваторія Ла-Сілья          | UESAC                                    |
| (32869) 1993 FW26              | 1993 FW26            | 21 березня 1993   | Обсерваторія Ла-Сілья          | UESAC                                    |
| (32870) 1993 FD27              | 1993 FD27            | 21 березня 1993   | Обсерваторія Ла-Сілья          | UESAC                                    |
| (32871) 1993 FQ32              | 1993 FQ32            | 21 березня 1993   | Обсерваторія Ла-Сілья          | UESAC                                    |
| (32872) 1993 FM36              | 1993 FM36            | 19 березня 1993   | Обсерваторія Ла-Сілья          | UESAC                                    |
| (32873) 1993 FS37              | 1993 FS37            | 19 березня 1993   | Обсерваторія Ла-Сілья          | UESAC                                    |
| (32874) 1993 FJ48              | 1993 FJ48            | 19 березня 1993   | Обсерваторія Ла-Сілья          | UESAC                                    |
| (32875) 1993 FQ58              | 1993 FQ58            | 19 березня 1993   | Обсерваторія Ла-Сілья          | UESAC                                    |
| (32876) 1993 FW60              | 1993 FW60            | 19 березня 1993   | Обсерваторія Ла-Сілья          | UESAC                                    |
| (32877) 1993 FU73              | 1993 FU73            | 21 березня 1993   | Обсерваторія Ла-Сілья          | UESAC                                    |
| (32878) 1993 NX                | 1993 NX              | 12 липня 1993     | Обсерваторія Ла-Сілья          | Ерік Вальтер Ельст                       |
| (32879) 1993 OO5               | 1993 OO5             | 20 липня 1993     | Обсерваторія Ла-Сілья          | Ерік Вальтер Ельст                       |
| (32880) 1993 OR5               | 1993 OR5             | 20 липня 1993     | Обсерваторія Ла-Сілья          | Ерік Вальтер Ельст                       |
| (32881) 1993 OK6               | 1993 OK6             | 20 липня 1993     | Обсерваторія Ла-Сілья          | Ерік Вальтер Ельст                       |
| (32882) 1993 RW6               | 1993 RW6             | 15 вересня 1993   | Обсерваторія Ла-Сілья          | Ерік Вальтер Ельст                       |
| (32883) 1993 RJ7               | 1993 RJ7             | 15 вересня 1993   | Обсерваторія Ла-Сілья          | Ерік Вальтер Ельст                       |
| (32884) 1993 SO14              | 1993 SO14            | 16 вересня 1993   | Обсерваторія Ла-Сілья          | Анрі Дебеонь, Ерік Вальтер Ельст         |
| (32885) 1993 TC25              | 1993 TC25            | 9 жовтня 1993     | Обсерваторія Ла-Сілья          | Ерік Вальтер Ельст                       |
| (32886) 1993 TS26              | 1993 TS26            | 9 жовтня 1993     | Обсерваторія Ла-Сілья          | Ерік Вальтер Ельст                       |
| (32887) 1993 TT26              | 1993 TT26            | 9 жовтня 1993     | Обсерваторія Ла-Сілья          | Ерік Вальтер Ельст                       |
| (32888) 1993 TD27              | 1993 TD27            | 9 жовтня 1993     | Обсерваторія Ла-Сілья          | Ерік Вальтер Ельст                       |
| (32889) 1993 TN29              | 1993 TN29            | 9 жовтня 1993     | Обсерваторія Ла-Сілья          | Ерік Вальтер Ельст                       |
| 32890 Schwob                   | 1994 AL1             | 8 січня 1994      | Паломарська обсерваторія       | Керолін Шумейкер, Девід Леві             |
| (32891) 1994 CE1               | 1994 CE1             | 9 лютого 1994     | Коллеверде ді Ґвідонія         | Вінченцо Касуллі                         |
| (32892) 1994 DW                | 1994 DW              | 22 лютого 1994    | Обсерваторія Ла-Пальма         | Анлауґ Д'юпвік                           |
| 32893 van der Waals            | 1994 EM6             | 9 березня 1994    | Коссоль                        | Ерік Вальтер Ельст                       |
| (32894) 1994 JK3               | 1994 JK3             | 3 травня 1994     | Обсерваторія Кітт-Пік          | Spacewatch                               |
| (32895) 1994 JL5               | 1994 JL5             | 4 травня 1994     | Обсерваторія Кітт-Пік          | Spacewatch                               |
| (32896) 1994 NM2               | 1994 NM2             | 12 липня 1994     | Огляд Каталіна                 | Тімоті Спар                              |
| 32897 Curtharris               | 1994 PD              | 1 серпня 1994     | Паломарська обсерваторія       | Керолін Шумейкер, Девід Леві             |
| (32898) 1994 PS1               | 1994 PS1             | 9 серпня 1994     | Паломарська обсерваторія       | Е. Гелін                                 |
| 32899 Кніґґе (Knigge)          | 1994 PY1             | 4 серпня 1994     | Обсерваторія Карла Шварцшильда | Ф. Бернґен                               |
| (32900) 1994 PG5               | 1994 PG5             | 10 серпня 1994    | Обсерваторія Ла-Сілья          | Ерік Вальтер Ельст                       |

| ← Астероїди 30001—40000 → |             |             |             |             |             |             |             |             |             |
| 30001—30100               | 31001—31100 | 32001—32100 | 33001—33100 | 34001—34100 | 35001—35100 | 36001—36100 | 37001—37100 | 38001—38100 | 39001—39100 |
| 30101—30200               | 31101—31200 | 32101—32200 | 33101—33200 | 34101—34200 | 35101—35200 | 36101—36200 | 37101—37200 | 38101—38200 | 39101—39200 |
| 30201—30300               | 31201—31300 | 32201—32300 | 33201—33300 | 34201—34300 | 35201—35300 | 36201—36300 | 37201—37300 | 38201—38300 | 39201—39300 |
| 30301—30400               | 31301—31400 | 32301—32400 | 33301—33400 | 34301—34400 | 35301—35400 | 36301—36400 | 37301—37400 | 38301—38400 | 39301—39400 |
| 30401—30500               | 31401—31500 | 32401—32500 | 33401—33500 | 34401—34500 | 35401—35500 | 36401—36500 | 37401—37500 | 38401—38500 | 39401—39500 |
| 30501—30600               | 31501—31600 | 32501—32600 | 33501—33600 | 34501—34600 | 35501—35600 | 36501—36600 | 37501—37600 | 38501—38600 | 39501—39600 |
| 30601—30700               | 31601—31700 | 32601—32700 | 33601—33700 | 34601—34700 | 35601—35700 | 36601—36700 | 37601—37700 | 38601—38700 | 39601—39700 |
| 30701—30800               | 31701—31800 | 32701—32800 | 33701—33800 | 34701—34800 | 35701—35800 | 36701—36800 | 37701—37800 | 38701—38800 | 39701—39800 |
| 30801—30900               | 31801—31900 | 32801—32900 | 33801—33900 | 34801—34900 | 35801—35900 | 36801—36900 | 37801—37900 | 38801—38900 | 39801—39900 |
| 30901—31000               | 31901—32000 | 32901—33000 | 33901—34000 | 34901—35000 | 35901—36000 | 36901—37000 | 37901—38000 | 38901—39000 | 39901—40000 |